# Vegetius

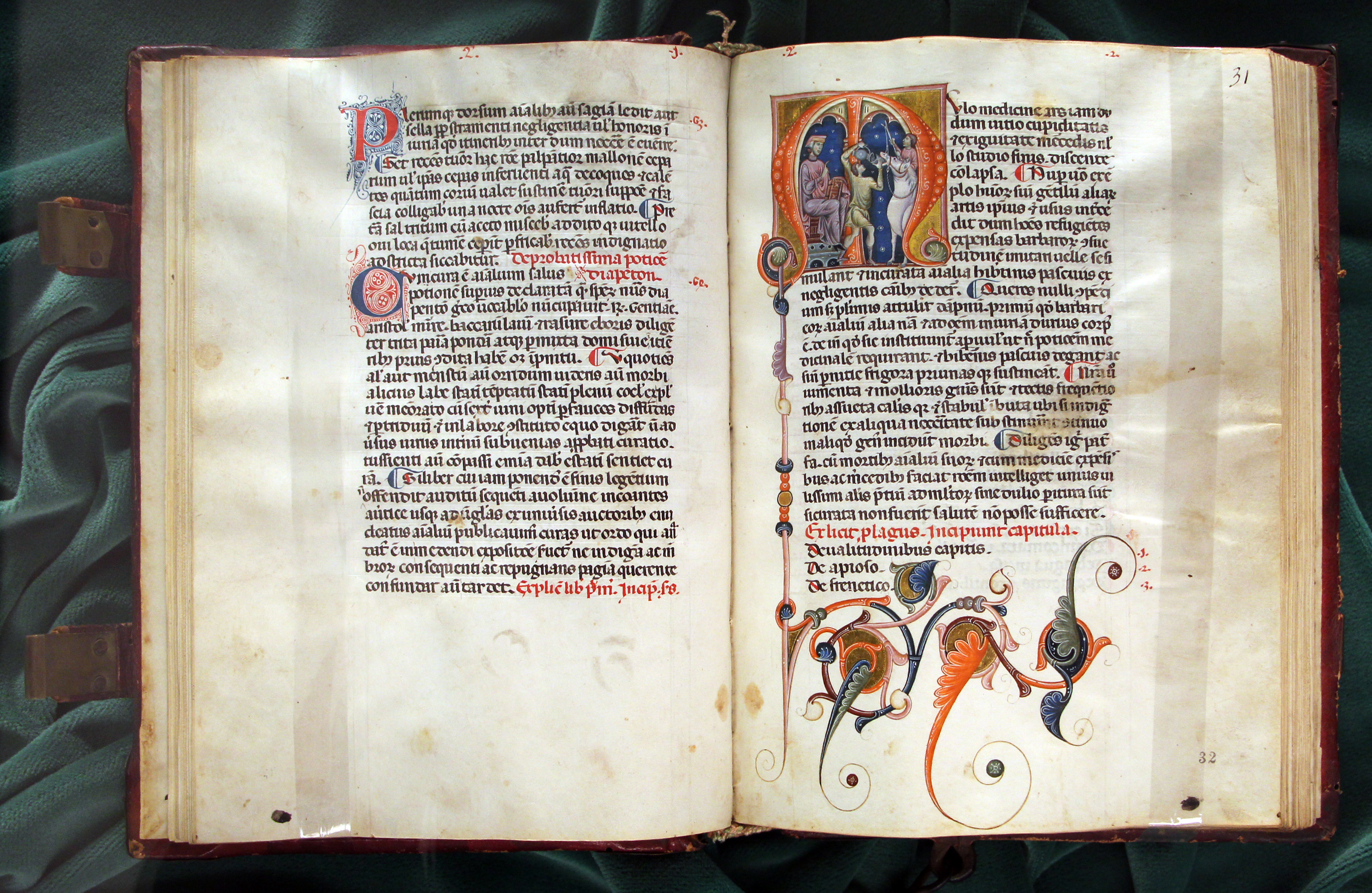
Mulomedicina (1250-1375 ca., Biblioteca Medicea Laurenziana, pluteo 45.19)

Vegetius, fullständigt namn Publius Flavius Vegetius Renatus var en romersk författare på 400-talet.